# Союз художников Азербайджана
Союз художников Азербайджана — творческая общественная организация, добровольное объединение профессиональных художников и искусствоведов Азербайджана.

## История
С 1920 года, в республике начались организационные мероприятия в области искусства.
С 1932 года действовал как организационный комитет художников. Союз создан в 1940 году на первом всеобщем собрании художников Азербайджана.
С момента создания прошло 15 общих собраний художников Азербайджана.
В период между общими собраниями деятельностью союза управляет секретариат и Президиум.

В 2006 году Союз художников отметил 65-летие. К юбилею было приурочено открытие экспозиции, посвященной развитию изобразительного искусства республики за последние десятилетия.

Здание Союза художников Азербайджана в Баку

## Деятельность
Союз организует республиканские выставки, конкурсы, выставки иностранных художников в Азербайджане, ведет деятельность по пропаганде и эстетическому воспитанию.
При Союзе художников работает Объединение молодых художников и искусствоведов.
Сдан в эксплуатацию Дом художников на 130 мастерских. Включает около 800 членов Союза.
Союз участвует в международных конференциях, конкурсах. Проводит работу по воспитанию молодёжи.
Ежегодно организует выставки посвященные празднику Весны, «Новруз», Дню Республики, «28 Мая», выставки произведений молодых художников, а также выставки юных художников, посвященные Международному дню защиты детей.
Союз ежегодно принимает участие в арт - салонах, проводимых Международной конфедерацией союзов художников.
Действует выставочный салон Союза художников Азербайджана.

## Председатели
- Исмаил Ахундов (1940–1944)
- Нусрат Фатуллаев (1944–1946)
- Мурсал Наджафов[азерб.] (1946–1947)
- Исмаил Ахундов (1947–1952)
- Баба Алиев[азерб.] (1952–1953)
- Мамедага Тарланов[азерб.] (1953–1961)
- Надир Абдурахманов (1961–1970)
- Токай Мамедов (1970–1972)
- Таир Салахов (1972–1973)
- Юсиф Гусейнов (1973–1987)
- Фархад Халилов (c 1987)

## Премия
Союзом художников Азербайджана учреждена премия имени персидского художника — миниатюриста XVI в. Солтана Мухаммеда, которая присуждается раз в два года художникам и искусствоведам.